# Jiao Bingzhen
Jiao Bingzhen (chinois simplifié : 焦秉贞; chinois traditionnel : 焦秉貞, pinyin : Jiāo Bǐngzhēn, Wade–Giles : Chiao Ping-chen), né en 1689 et mort en 1726, était originaire de Jining, dans le Shandong, et devint un peintre et un astronome de renom. 
Il est l'un des premiers peintres de la dynastie Qing à mêler la peinture traditionnelle chinoise à la culture occidentale. Il fait également partie des peintres de portraits et de miniatures les plus importants du début de la dynastie Qing. Il était doué pour peindre des personnes, des paysages et des bâtiments.
L'influence occidentale dans son art provient de son contact avec les Jésuites à la Direction de l'astronomie. Leur influence l'a également exposé à de nouvelles idées sur l'astronomie et la religion. À un moment donné, Jiao est devenu catholique et a joué un rôle du côté des jésuites dans la querelle des rites.

## Peintures

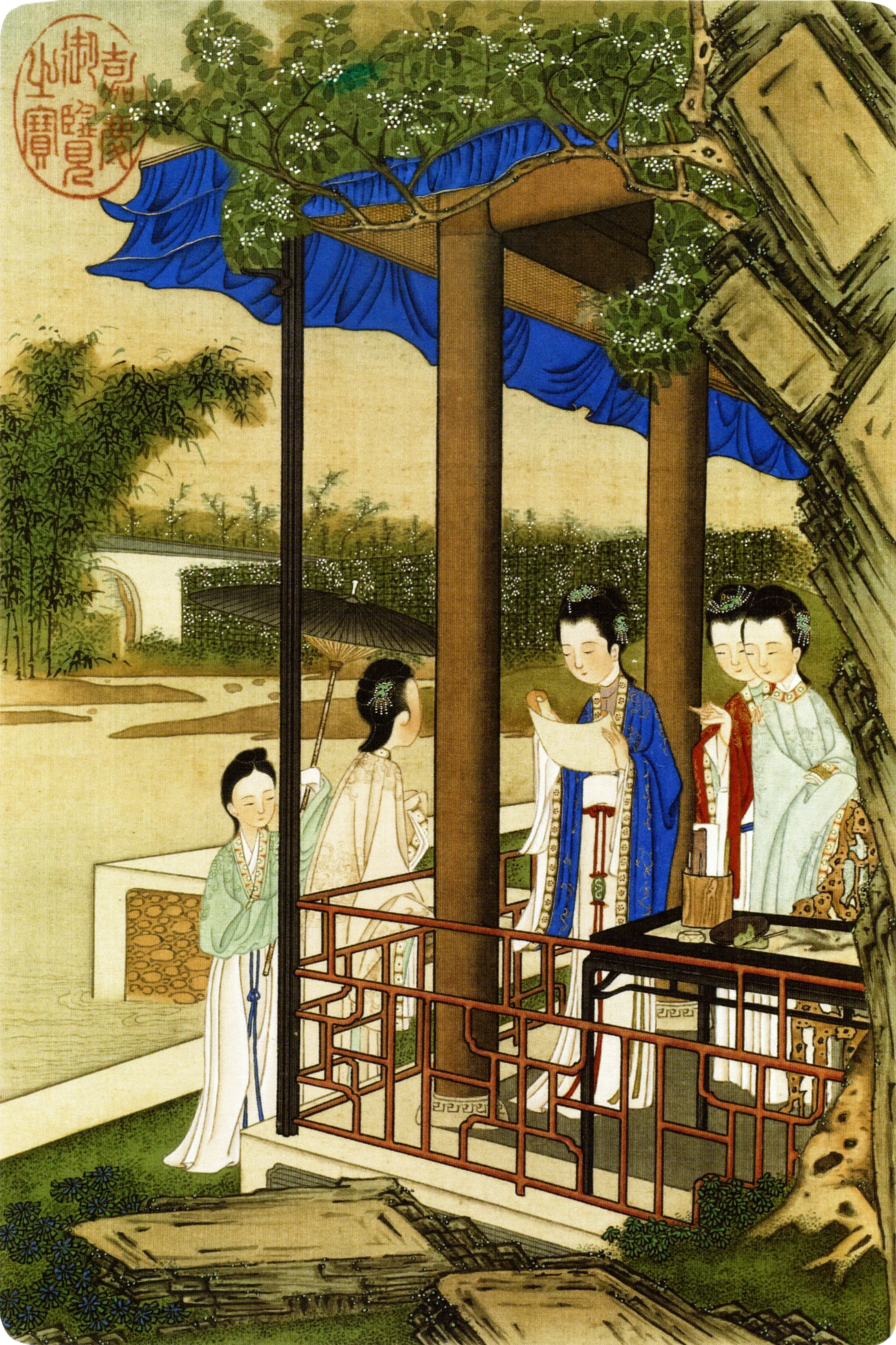
Peintures des dames - Feuille #2 (畫仕女圖). Peinture à l'encre et couleur sur soie. Largeur 20,4 cm, hauteur 30,9 cm. Musée national du Palais
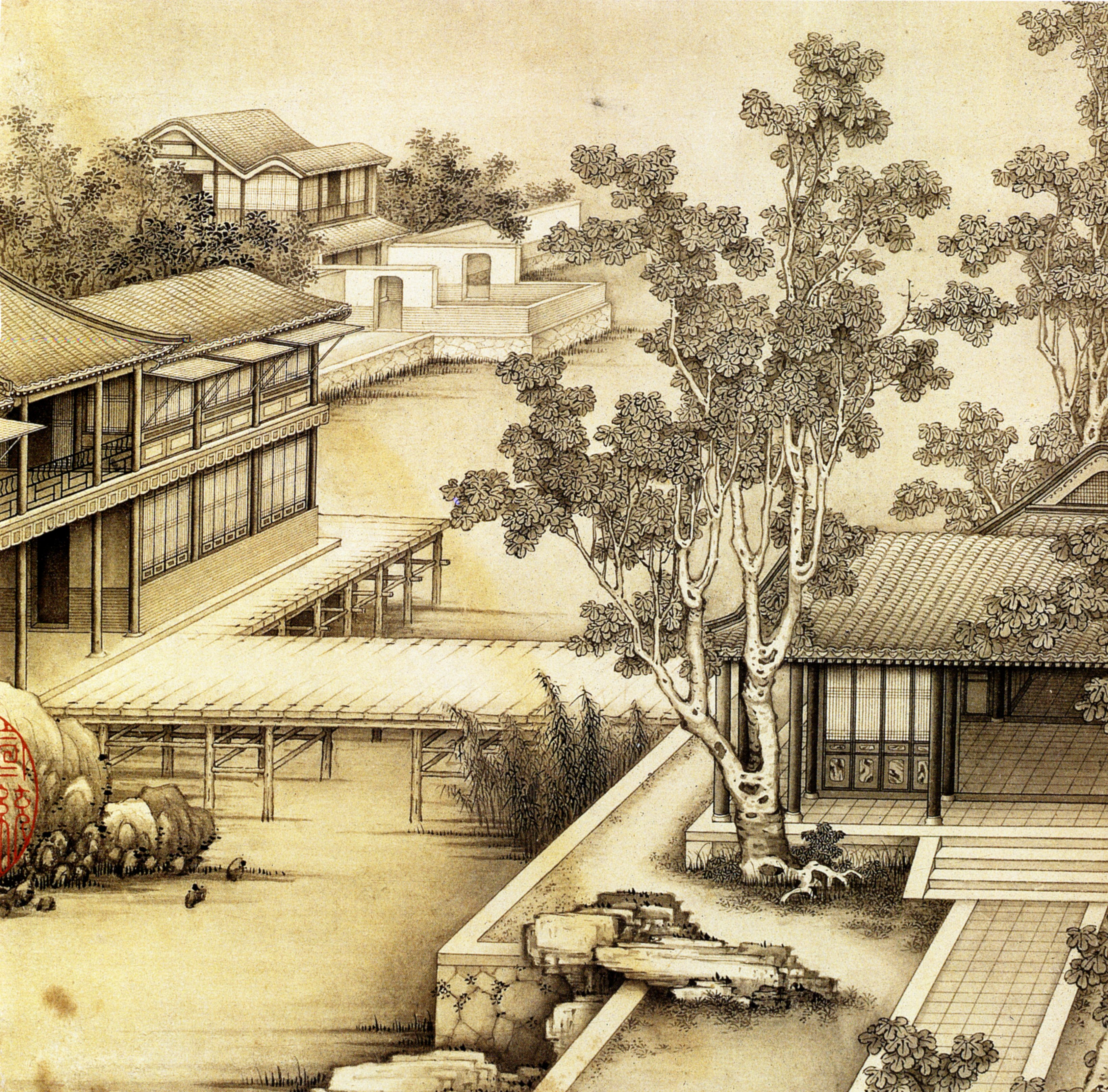
Paysages - Feuille #2 (山水). Encre sur papier. Largeur 26,4 cm, hauteur 26,2 cm. Musée national du Palais